# Cinema (телеканал)
«Cinema» (до 1 февраля 2017 года — «Парк развлечений») — русскоязычный телеканал, который входит в медиахолдинг Цифровое телевидение. Концепция телеканала с 1 февраля 2017 года — европейский кинематограф XX века.

## История
Телеканал «Парк развлечений» начал вещание 1 ноября 2006 года, с 1 сентября 2010 года перешёл на круглосуточное вещание.
До января 2015 года был посвящён шоу-бизнесу, музыке, кино, а также жизни знаменитостей, но после ребрендинга в феврале 2015 года концепция была изменена «с нуля», и эфир состоял из развлекательных шоу, концертов и мюзиклов.
1 января 2017 года был запущен ежедневный программный блок Cinéma, в рамках которого транслировались хиты мирового кино XX века. Спустя месяц был проведён ребрендинг: телеканал получил новое имя «Синема», а его эфир стал целиком посвящён показу европейских фильмов XX века.

## Вещание
В некоторых городах присутствует в сети кабельного телевидения, среди которых НКС/Твоё ТВ, Билайн ТВ, Домашнее телевидение МТС, Ростелеком, Космос ТВ (Белоруссия), Воля-кабель (Украина), Алма-ТВ (Казахстан). С 15 апреля 2007 года по 31 декабря 2014 года канал можно было принимать через спутникового оператора «НТВ-Плюс» в России и на Украине. Входит в состав дополнительного мультиплекса, запущенного 15 января 2015 года в Москве на 34 ТВК. Вещание осуществляется ежедневно с 21:00 до 00:00.

## Главные редакторы
- Хатуна Джалилова (2015—2016)[11]
- Иван Кудрявцев (с 2017)[5]

## Награды и премии
- Премия «Золотой луч» 2011 как лучшему развлекательному каналу[23][24].